# Альберт Гор
Альберт Арнольд Гор молодший (більш відомий за своїм скороченим іменем як Ел Гор, англ. Albert Arnold "Al" Gore, Jr.; нар. 31 березня 1948) — американський політик, член Палати представників (1977-1985) та Сенату США (1985-1993) від штату Теннессі, 45-й віцепрезидент США (1993-2001). Після двох термінів на посаді віцепрезидента США був кандидатом на посаду президента країни на виборах 2000 року. У перегонах з Джорджем Бушем отримав майже однакову кількість голосів від штатів, але загалом більшість голосів виборців. За рішенням Верховного суду США Буш був проголошений переможцем. Після поразки став активно займатися справою охорони довкілля, написав книгу «Незручна правда», на основі якої пізніше зняв однойменний документальний фільм. У 2006 року фільм «Незручна правда» отримав «Оскара». 12 жовтня 2007 року разом з робочою групою з проблем кліматичних змін за внесок у розповсюдження знань та привернення більшої уваги до проблем навколишнього середовища був нагороджений Нобелівською премією миру.
У 1998 році Гор почав пропагувати проєкт супутника NASA (Deep Space Climate Observatory), який би наживо надавав зображення освітленого сонцем диску Землі, що було б першим випадком створення такого зображення після відомої фотографії «The Blue Marble», знятої 1972 року під час місії Аполлон-17.

## Особисте життя
У Горів четверо дітей: Каренна Гор  (нар. 6 серпня 1973 р.), Крістін Гор  (нар. 5 червня 1977 р.), Сара Лафон Гор Майані   (нар. 7 січня 1979 р.) і Альберт Арнольд Гор III (нар. 19 жовтня 1982 р.);  і кілька онуків. 
У червні 2010 року Гори оголосили про своє подружнє розлучення, «взаємне рішення, яке ми прийняли разом після тривалого й ретельного розгляду».  У серпні 2012 року The New York Times повідомила, що обидва Гори зустрічаються з іншими людьми і не планують відновлювати шлюб, але їхні «зв'язки ще тривають», бо їхні стосунки дружні. «Подружжя возз'єднується кілька разів на рік, останній раз у червні, на літні сімейні канікули та Різдво в родині Горів у Картеджі, штат Теннессі», – повідомляє видання. Вона зустрічалася з Біллом Алленом, колишнім редактором National Geographic. 
У вересні 2013 року Ел Гор став веганом, тим самим наслідуючи приклад свого колишнього начальника Білла Клінтона.